# Matisse & Sadko
Matisse & Sadko es un dúo ruso de disc-jockeys y productores discográficos de música electrónica originarios de Leningrado compuesto por los hermanos Parkhomenko, Aleksandr y Yury. Son más bien conocidos por sus numerosas colaboraciones con el DJ neerlandés Martin Garrix, como en los sencillos «Forever», «Together», «Hold On» (con Michel Zitron), «Mistaken» (con Alex Aris), «Break Through The Silence», entre otros.

## Biografía
Alexander Parkhomenko y Yury Parkhomenko comenzaron como solistas y comenzaron a trabajar juntos bajo el nombre de "Matisse & Sadko" en 2010, inicialmente lanzaron canciones en los sellos Armada Music y Refune Music, estaban en la mira de varias disqueras y artistas con el lanzamiento de "Trio" el 5 de marzo de 2012, que fue producido junto al DJ Arty. La pista recibió el apoyo de los artistas de Swedish House Mafia, Alesso y Dirty South, también fue conocida por introducir "elementos del trance clásico para crear un verdadero himno de festival de house progresivo monumental". El 12 de agosto de 2013, Matisse & Sadko colaboraron con Steve Angello para lanzar "SLVR" en el su sello Size Records, que marcó su lanzamiento número 100 y el décimo aniversario de Size, luego de esto, con los notables lanzamientos "Sigure", "Stars" y "Persia".
Antes de trabajar con el DJ holandés Martin Garrix para lanzar su EP Break Through the Silence , que contiene las canciones "Break Through The Silence" y "Dragon", cambiaron a un estilo más suave con el lanzamiento de "Memories" el 7 de septiembre de 2015, que fue apodado como una pista de "piano house contemporáneo".
Para el evento del Campeonato Mundial IIHF 2016 , Matisse & Sadko produjo su tema oficial titulado "Go!", además revelaron su sello discográfico independiente "Monomark Music" inicialmente a través de un video de 30 segundos en YouTube , y lo lanzaron oficialmente con el lanzamiento de "Machine Gun" a través de Monomark el 1 de octubre de 2016, Matisse & Sadko colaboró con Martin Garrix por tercera vez en la pista "Together", que se lanzó el 20 de octubre de 2016 y se presentó en el Seven de Garrix, Su segundo lanzamiento en Monomark fue una canción de influencia árabe titulada "Ya Amar" que se lanzó el 17 de diciembre de 2016, marcando su lanzamiento final para dicho año.
El 20 de octubre de 2017, su cuarto sencillo junto al DJ Martin Garrix "Forever" se lanzó a través de STMPD RCRDS, la pista fue presentada inicialmente por Garrix durante el festival Creamfields 2017, y fue lanzada un día antes del anuncio anual de DJ Mag Top 100. Además lanzaron "Witchcraft", que, al principio se rumoraba que era junto a Martin Garrix, pero, luego se confirmó que era solamente del dúo y fue lanzado a través de la disquera Monomark el 24 de noviembre de 2017, además, el nombre "Witchcraft" se originó en la base de fanes del dúo, quienes titularon la pista como tal antes de su lanzamiento oficial, y luego, el lanzamiento de "Into You" el 8 de diciembre de 2017, que contó con la participación de la cantante Hanne Mjøen, fue un cambio de su música house.
El primer lanzamiento de Matisse & Sadko del 2018 fue producido junto a Tiësto y fue titulado como "Dawnbreaker", y se lanzó el 27 de marzo de 2018, la canción fue estrenada inicialmente por Tiësto durante su set en Ultra Music Festival 2018, y también apareció en su primer álbum, "I Like It Loud", "Grizzly" se lanzó el 4 de mayo de 2018 a través del sello STMPD RCRDS, que incluía una fusión de "heavy groove, progresive house y bass house". El dúo lanzó "Built For Us" a través de Monomark el 1 de junio de 2018, una canción que contiene elementos de música house que difiere de sus anteriores lanzamientos de electro, El 16 de agosto de 2018, lanzaron "Saga" a través de STMPD RCRDS, una canción que el dúo describió como "no solo un disco del festival, sino una melodía épica con un estado de ánimo heroico, que puede relacionarse fácilmente con el título de la pista".

## Discografía

### Lanzamientos
| Año  | Canción                                                                             | Sello Discográfico  | Álbum                     |
| ---- | ----------------------------------------------------------------------------------- | ------------------- | ------------------------- |
| 2011 | Svenka Matisse & Sadko                                                              | Armada Music        | -                         |
| 2011 | We're Not Alone (Hi Scandivania!) Matisse & Sadko                                   | Armada Music        | -                         |
| 2011 | Amulet Matisse & Sadko                                                              | Pilot               | -                         |
| 2012 | The Legend Matisse & Sadko con Swanky Tunes                                         | Refune Records      | -                         |
| 2012 | Trio Matisse & Sadko con Arty                                                       | Axtone              | -                         |
| 2012 | Chemistry (Turn Flame The Higher) Matisse & Sadko con Hard Rock Sofa & Swanky Tunes | Showland Records    | -                         |
| 2013 | Stars Matisse & Sadko                                                               | Doorn Records       | -                         |
| 2013 | SLVR Matisse & Sadko con Steve Angello                                              | Size Records        | -                         |
| 2014 | Sigure Matisse & Sadko                                                              | Doorn Records       | -                         |
| 2014 | RIOT Matisse & Sadko con Arty                                                       | Spinnin' Records    | -                         |
| 2014 | Azonto Matisse & Sadko                                                              | Armada Music        | -                         |
| 2014 | Persia Matisse & Sadko                                                              | Size Records        | -                         |
| 2015 | Dragon Matisse & Sadko con Martin Garrix                                            | Spinnin' Records    | Break Through the Silence |
| 2015 | Break Through the Silence Matisse & Sadko con Martin Garrix                         | Spinnin' Records    | Break Through the Silence |
| 2015 | Memories Matisse & Sadko                                                            | Spinnin' Records    | -                         |
| 2015 | Tengu Matisse & Sadko con Vigel                                                     | Spinnin' Records    | -                         |
| 2015 | Lock 'N' Load Matisse & Sadko                                                       | Spinnin' Records    | -                         |
| 2016 | Get Busy Matisse & Sadko con Titus                                                  | Doorn Records       | -                         |
| 2016 | Go! (2016 Ice Hockey World Championship Official Anthem) Matisse & Sadko            | MONoMarK Music      | -                         |
| 2016 | Machine Gun Matisse & Sadko                                                         | MONoMarK Music      | -                         |
| 2016 | Ninjas Matisse & Sadko                                                              | Dim Mak Records     | -                         |
| 2016 | Together Matisse & Sadko con Martin Garrix                                          | STMPD RCRDS         | Seven                     |
| 2016 | Ya Amar Matisse & Sadko                                                             | MONoMarK Music      | -                         |
| 2017 | Jank'N'Gank Matisse & Sadko                                                         | Spinnin' Records    | -                         |
| 2017 | Hndz Up Matisse & Sadko                                                             | Dim Mak Records     | -                         |
| 2017 | Forever Matisse & Sadko con Martin Garrix                                           | STMPD RCRDS         | -                         |
| 2017 | Witchcraft Matisse & Sadko                                                          | MONoMarK Music      | -                         |
| 2017 | Into You Matisse & Sadko con Hanne Mjøen                                            | STMPD RCRDS         | -                         |
| 2018 | Dawnbreaker Matisse & Sadko con Tiësto                                              | Musical Freedom     | -                         |
| 2018 | Grizzly Matisse & Sadko                                                             | STMPD RCRDS         | -                         |
| 2018 | Built For Us Matisse & Sadko                                                        | MONoMarK Music      | -                         |
| 2018 | Mystery Matisse & Sadko con Swedish Red Elephant                                    | STMPD RCRDS         | -                         |
| 2018 | Light Me Up Matisse & Sadko con Raiden                                              | Protocol Recordings | -                         |
| 2018 | Saga Matisse & Sadko                                                                | STMPD RCRDS         | -                         |
| 2018 | Takeoff Matisse & Sadko                                                             | Musical Freedom     | -                         |
| 2018 | Melodicca Matisse & Sadko                                                           | -                   | -                         |
| 2019 | Don't Tell Me Matisse & Sadko con Aspyer y Matluck                                  | STMPD RCRDS         | -                         |
| 2019 | Mistaken Matisse & Sadko con Martin Garrix y Alex Aris                              | STMPD RCRDS         | -                         |
| 2019 | Another Side Matisse & Sadko con Robert Falcon y Wrabel                             | STMPD RCRDS         | -                         |
| 2019 | Doberman Matisse & Sadko                                                            | STMPD RCRDS         | -                         |
| 2019 | Fade Away Matisse & Sadko con SMBDY                                                 | STMPD RCRDS         | -                         |
| 2019 | Hold On Matisse & Sadko con Martin Garrix y Michel Zitron                           | STMPD RCRDS         | -                         |
| 2020 | Best Thing Matisse & Sadko con Matluck                                              | STMPD RCRDS         | -                         |
| 2020 | Strings Again Matisse & Sadko                                                       | STMPD RCRDS         | -                         |
| 2020 | Now or Never Matisse & Sadko                                                        | STMPD RCRDS         | -                         |
| 2020 | Sweet Life Matisse & Sadko                                                          | STMPD RCRDS         | -                         |
| 2021 | Meant To Be Matisse & Sadko                                                         | STMPD RCRDS         | -                         |
| 2021 | Heal Me Matisse & Sadko con Alex Aris                                               | STMPD RCRDS         | -                         |
| 2021 | OK Matisse & Sadko con Lovespeake                                                   | Warner Music        | -                         |
| 2021 | Dawn Matisse & Sadko con Alex Aris                                                  | MONoMarK Music      | -                         |
| 2021 | All We Got Matisse & Sadko con Shy Baboon y Maejor                                  | STMPD RCRDS         | -                         |
| 2021 | I Told You Matisse & Sadko con Shy Baboon                                           | STMPD RCRDS         | -                         |
| 2021 | Relight My Love Matisse & Sadko con Mougleta                                        | Tomorrowland Music  | -                         |
| 2021 | Won't Let You Go Matisse & Sadko con Martin Garrix and John Martin                  | STMPD RCRDS         | -                         |

### Remixes
| Año  | Título                                              | Artista             | Discografía                       |
| ---- | --------------------------------------------------- | ------------------- | --------------------------------- |
| 2012 | "Beating of My Heart" (Matisse & Sadko Remix)       | M-3ox & Heidrum     | Heat Recordings                   |
| 2012 | "Unity" (Matisse & Sadko Remix)                     | Shinedown           | Atlantic Records                  |
| 2012 | "Can't Stop Now" (Matisse & Sadko Remix)            | The Aston Shuffle   | Spinnin' Records                  |
| 2013 | "Neon Eyes (Into The Deep)" (Matisse & Sadko Remix) | Saints Of Valory    | F-Stop Records / Atlantic Records |
| 2015 | "Next to Me" (Matisse & Sadko Remix)                | Otto Knows          | Big Beat Records                  |
| 2015 | "In My Head" (Matisse & Sadko Remix)                | Galantis            | Big Beat Records                  |
| 2016 | "Hey" (Matisse & Sadko Remix)                       | Fais feat. Afrojack | Wall Recordings                   |
| 2018 | "Dreamer" (Matisse & Sadko Remix)                   | Axwell Λ Ingrosso   | Virgin EMI Records                |
| 2018 | "The Other" (Matisse & Sadko Remix)                 | Lauv                | -                                 |

### Créditos de Composición y Producción
| Año  | Título                     | Artista                  | Discografía     |
| ---- | -------------------------- | ------------------------ | --------------- |
| 2018 | "Phantom"                  | Dimitri Vangelis & Wyman | Buce Recordings |
| 2018 | "High On Life"             | Martin Garrix            | STMPD RCRDS     |
| 2018 | "Dreamer (feat. Mike Yung) | Martin Garrix            | STMPD RCRDS     |
| 2020 | "Fire"                     | Ytram & Elderbrook       | STMPD RCRDS     |